# Championnat de France de football de troisième division 2014-2015
Vous lisez un « bon article » labellisé en 2015.
Navigation
National 2013-2014 National 2015-2016
La saison 2014-2015 du National est la vingt-deuxième édition du Championnat de France de football National. Le troisième niveau du football français oppose cette saison dix-huit clubs en une série de trente-quatre rencontres jouées d'août 2014 à mai 2015. C'est le plus haut échelon auquel peuvent accéder les équipes amateurs puisqu'au-delà, les clubs doivent avoir le statut professionnel pour participer au Championnat de France de football de Ligue 2.
Dominé dans un premier temps par les SR Colmar, le championnat se dirige rapidement vers un leadership francilien, le Paris Football Club et le Red Star Football Club occupant successivement la première place. La fin de saison est marquée par une lutte du Racing Club de Strasbourg pour la troisième place et par des résultats exceptionnels du Vendée Luçon Football. Le Red Star termine champion et remporte ainsi son premier titre national depuis 1939. Avec le Paris FC, le FC Bourg-Péronnas complète le podium.
Parmi les clubs classés de la 15e à la 18e place, seule l'US Colomiers est reléguée en CFA à la suite de sanctions de la FFF. Le retrait du Vendée Poiré-sur-Vie Football entraîne le repêchage du CA Bastia. Puis la rétrogradation de l'Athlétic Club Arles-Avignon de L2 directement en CFA entraîne celui du SAS Épinal, pourtant dernier : le FC Istres, avant-dernier, étant rétrogradé administrativement en DHR.
Les clubs promus et relégués sont remplacés pour l'édition suivante par les quatre clubs promus de CFA et par les deux clubs relégués de Ligue 2.

## Clubs participants et calendrier
| \| ÉFC Fréjus · Saint-Raphaël FC Bourg-Péronnas Paris FC CA Bastia RC Strasbourg Red Star FC SR Colmar Amiens SC USL Dunkerque US Avranches US Colomiers Le Poiré-sur-Vie VF Luçon VF US Boulogne CO SA spinalien FC Chambly GS Consolat FC Istres \| Localisation des clubs engagés dans le championnat. |
| ÉFC Fréjus · Saint-Raphaël FC Bourg-Péronnas Paris FC CA Bastia RC Strasbourg Red Star FC SR Colmar Amiens SC USL Dunkerque US Avranches US Colomiers Le Poiré-sur-Vie VF Luçon VF US Boulogne CO SA spinalien FC Chambly GS Consolat FC Istres                                                           |

| \| Chambly Paris FC Red Star \| Localisation des clubs franciliens engagés en National. |
| Chambly Paris FC Red Star                                                               |

| Chambly Paris FC Red Star |

| \| GS Consolat Istres \| Localisation des clubs des Bouches-du-Rhône engagés en National. |
| GS Consolat Istres                                                                        |

| GS Consolat Istres |

### Liste des clubs participants
La Fédération française de football désigne officiellement les dix-huit clubs qui participeront au championnat le 15 juillet 2014.
La majorité des participants au championnat sont des clubs de la moitié Nord de la France. Treize des dix-huit équipes se situent au-delà d'une ligne Lyon-La Rochelle. Pour autant, la région la plus représentée est la Provence-Alpes-Côte d'Azur avec trois formations : le GS Consolat à Marseille, le FC Istres et l'ÉFC Fréjus Saint-Raphaël. D'autres régions comptent deux clubs : l'Île-de-France avec le Paris FC et le Red Star, la Picardie avec l'Amiens SC et le FC Chambly, le Nord-Pas-de-Calais avec l'USL Dunkerque et l'US Boulogne CO, l'Alsace avec le RC Strasbourg et les SR Colmar et les Pays de la Loire avec le Vendée Poiré-sur-Vie Football et le Vendée Luçon Football. Enfin, le CA Bastia est basé en Corse, le FC Bourg-Péronnas en Rhône-Alpes, l'US Avranches en Basse-Normandie, l'US Colomiers en Midi-Pyrénées et le SA Spinalien en Lorraine.
Le Paris FC et l'ÉFC Fréjus Saint-Raphaël sont les deux seuls clubs présents dans ce championnat depuis les années 2000 (Paris FC, édition 2006-2007 et l'ÉFCFSR, édition 2009-2010). Les autres équipes ont intégré le National au cours des années 2010 et ont donc au mieux quatre saisons de présences consécutives. Le RC Strasbourg, le Red Star, le Paris FC, l'US Boulogne-sur-Mer, le FC Istres et les SR Colmar ont déjà évolué en Ligue 1 ou équivalent par le passé.
| Club                     | En National depuis | Classement 2013-2014 | Budget (en M€) | Entraîneur                                                                                                | Stade                       | Capacité |
| ------------------------ | ------------------ | -------------------- | -------------- | --- | --------------------------- | -------- |
| FC Istres                | 2014               | 19e (Ligue 2)        | 2              | Lionel Charbonnier remplacé par Bruno Savry                                                               | Stade Parsemain             | 17 170   |
| CA Bastia                | 2014               | 20e (Ligue 2)        | 3,9            | Stéphane Rossi                                                                                            | Stade Erbajolo              | 2 000    |
| SR Colmar                | 2010               | 4e                   | 2,2            | Damien Ott remplacé par Didier Ollé-Nicolle (22/03/2015)                                                  | Colmar Stadium              | 2 300    |
| USL Dunkerque            | 2013               | 5e                   | 2              | Fabien Mercadal                                                                                           | Stade Marcel-Tribut         | 3 000    |
| Amiens SC                | 2012               | 6e                   | 7,1            | Samuel Michel remplacé par Christophe Pellissier (31/12/2014)                                             | Stade de la Licorne         | 12 097   |
| Red Star FC              | 2011               | 7e                   | 2,7            | Sébastien Robert                                                                                          | Stade Bauer                 | 3 000    |
| Paris FC                 | 2006               | 9e                   | 4              | Christophe Taine                                                                                          | Stade Charléty              | 20 000   |
| ÉFC Fréjus Saint-Raphaël | 2009               | 10e                  | 4,5            | Michel Estevan                                                                                            | Stade Louis-Hon             | 4 000    |
| FC Bourg-Péronnas        | 2012               | 11e                  | 1,8            | Hervé Della Maggiore                                                                                      | Stade municipal de Péronnas | 4 800    |
| Luçon VF                 | 2013               | 12e                  | 1,7            | Frédéric Reculeau                                                                                         | Stade Jean-de-Mouzon        | 7 000    |
| Poiré-sur-Vie VF         | 2011               | 13e                  | 1,9            | Oswald Tanchot                                                                                            | Stade de l'Idonnière        | 4 500    |
| US Boulogne CO           | 2012               | 14e                  | 4,6            | Stéphane Le Mignan                                                                                        | Stade de la Libération      | 13 726   |
| US Colomiers             | 2013               | 15e                  | 1,7            | Dominique Veilex remplacé par Patrice Maurel (10/03/2015)                                                 | Stade Bertrand-Andrieux     | 1 200    |
| RC Strasbourg            | 2013               | 16e                  | 4,8            | Jacky Duguépéroux                                                                                         | Stade de la Meinau          | 27 500   |
| FC Chambly               | 2014               | 1er (CFA)            | 1,1            | Bruno Luzi                                                                                                | Stade des Marais            | 1 000    |
| SA Épinal                | 2014               | 1er (CFA)            | 1,3            | Fabien Tissot remplacé par Laurent Bénier (26/12/2014)                                                    | Stade de La Colombière      | 7 200    |
| Marseille Consolat       | 2014               | 1er (CFA)            | 0,8            | William Prunier remplacé par Sébastien Seguin (Int. 23-30/10/2014) remplacé par Nicolas Usaï (30/10/2014) | Stade La Martine            | 1 990    |
| US Avranches             | 2014               | 1er (CFA)            | 1,2            | Richard Déziré                                                                                            | Stade René Fenouillère      | 2 000    |

### Objectifs des clubs
Les clubs participants ont différents objectifs sportifs dans la compétition. Le FC Istres vise la remontée immédiate. Il en est de même pour le CA Bastia.
Amiens SC, qui a perdu son statut de club professionnel après 22 ans à la suite de sa deuxième saison consécutive en National, envisage toujours de retrouver la Ligue 2 et le monde professionnel. Le Paris FC et le Red Star FC visent la montée en Ligue 2 avec des recrutements aux échelons supérieurs tels que David Bellion ou Hameur Bouazza pour le Red Star, Richard Socrier ou Loïc Poujol pour le PFC. Le Red Star est grand favori des pronostics.
Le RC Strasbourg, bien que repêché, affirme avec l'arrivée de Stéphane Bahoken ses ambitions de Ligue 2 à court terme. Les Sports réunis Colmar ont pour leur part fixé en 2012 un objectif « Ligue 2 dans les trois ans » et souhaitent donc jouer les premiers rôles pour cette édition 2014-2015.
Le FC Chambly, promu de CFA, a pour objectif « de s’installer dans ce championnat qui peut être le cimetière des petits clubs ». Marseille Consolat, autre promu, poursuit également un objectif de maintien. Pour sa part, le Vendée Luçon Football a pour objectif de « pérenniser sa présence dans le championnat National ». Le Football Club Bourg-Péronnas vise simplement le maintien, tout comme l'US Colomiers, qui « vise un maintien... tranquille » selon l'entraîneur Dominique Veillex.
L'USL Dunkerque veut se sauver sans encombre pour s'installer en National avant de remonter en Ligue 2. Pour son équipe, l'entraîneur de l'Union sportive Boulogne Côte d'Opale, Stéphane Le Mignan, se contente d'affirmer : « L‘objectif, c‘est une saison moins stressante ».

### Calendrier
Le calendrier du National ainsi que des autres championnats nationaux masculins, féminins, jeunes et Futsal de la FFF sont publiés le mercredi 16 juillet 2014. En règle générale, les matchs sont tous initialement programmés le vendredi soir.
Le tableau suivant récapitule le calendrier 2014-2015 des matchs de National. Les tours de Coupe de France et de Coupe de la Ligue auxquels des clubs de National participent par la suite sont également indiqués.

## Éléments de règlement
Le règlement est fixé par la Fédération française de football, dans ses règlements des championnats nationaux seniors, actualisés tous les ans.
En National, le barème de points est le suivant : 3 points pour une victoire, un point pour un match nul et aucun point pour une défaite. Depuis la réforme des championnats de la Fédération française de football de 2013, le championnat National, qui compte désormais 18 clubs, voit les trois équipes arrivées en tête promues en Ligue 2 pour 2015-2016 et obtenir le statut professionnel. Les quatre équipes classées de la quinzième à la dix-huitième place sont quant à elles reléguées en CFA pour l'exercice suivant. Les autres équipes sont maintenues en National, sauf décision administrative contraire.
En cas d'égalité de points au classement, les équipes sont départagés selon les critères suivants :
- Résultat lors des faces-à-faces;
- Différence de buts lors des faces-à-faces;
- Différence de buts générale;
- Nombre de buts inscrits dans la compétition;
- Classement selon le Carton Bleu (Classement du fair-play);
- Tirage au sort.

Si une équipe est rétrogradé administrativement ou décide de se retirer du championnat, les repêchages concernent les équipes reléguées dans l'ordre de leur classement final. Si le repêchage de tous les relégables ne permet pas d'atteindre le compte des 18 clubs, les meilleurs deuxièmes de CFA 2014-2015 sont alors promus en National.
Les clubs participants au National sont dans l'obligation d'engager leur équipe première en Coupe de France, une équipe U19 en coupe Gambardella 2014-2015, une équipe réserve sénior en championnat, et deux équipes de jeunes.

## Avant-saison

### Relégations, promotions et décisions administratives
Selon le règlement le championnat comprend, outre les clubs classés entre la quatrième et la quatorzième place lors de la saison 2013-2014, les trois clubs relégués de Ligue 2 et les quatre clubs promus du championnat de France amateur (CFA).
Cependant, le 20 mai 2014, Michel Auray, le président du club de l'USJA Carquefou qui est classé huitième du dernier championnat, déclare en conférence de presse que son club ne pourra honorer une troisième saison consécutive en National faute de moyens financiers suffisants, l'USJA devant faire face à une baisse des subventions municipales de 130 000 €. Le 13 juin 2014, le club annonce qu'il repartira en Division d'Honneur. L'US Colomiers, quinzième et premier club relégué à l'issue de la saison précédente, est alors repêché.

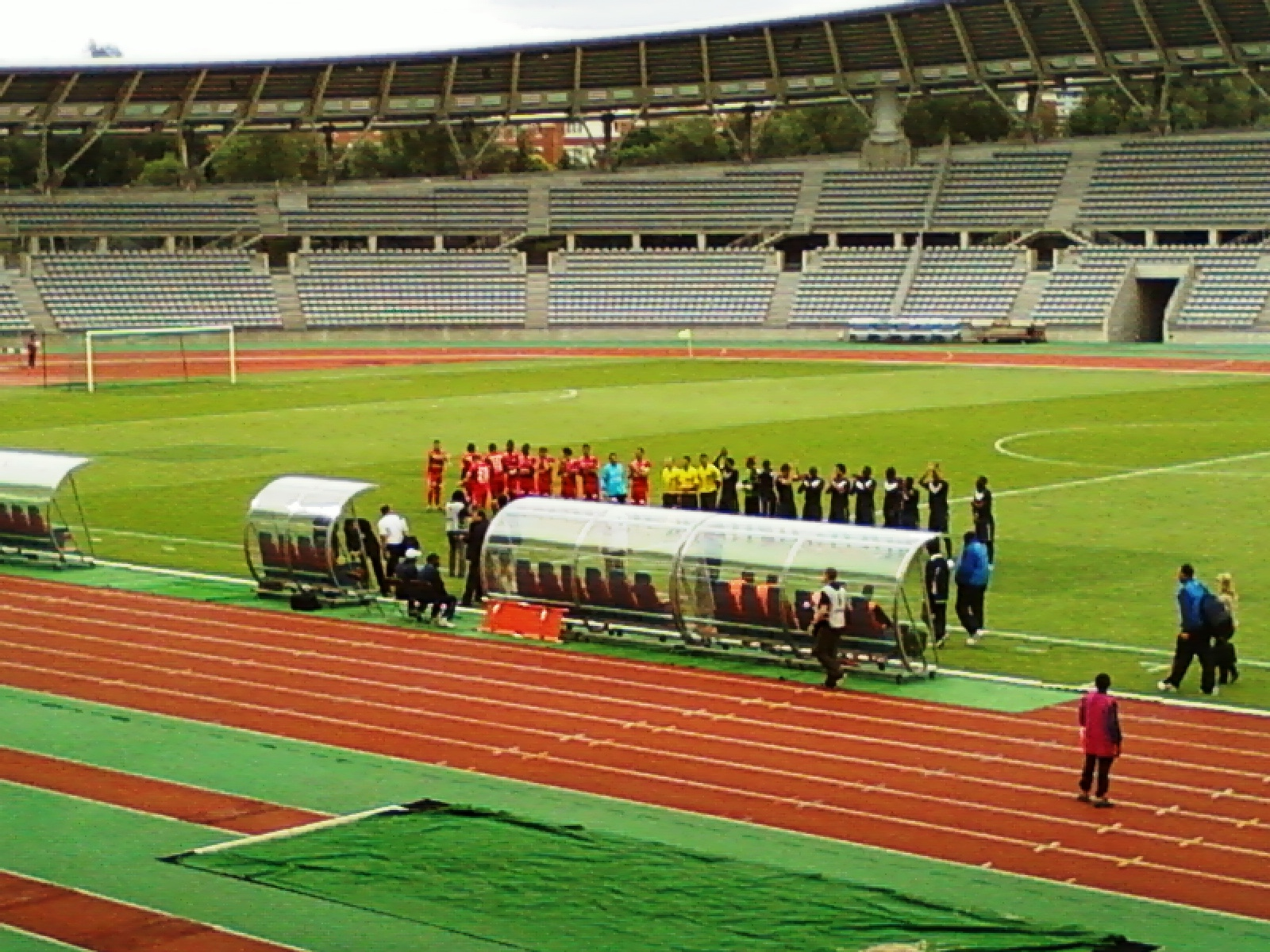
Luzenac (à gauche, en rouge), en 2011 face au Paris Football Club.

Le 5 juin, la Direction nationale du contrôle de gestion (DNCG), le gendarme financier du football français, notifie au Luzenac Ariège Pyrénées, classé deuxième, une interdiction de montée en Ligue 2 à cause du budget qui n'a notamment pas encore pris en compte l'accord de principe pour évoluer au stade Ernest-Wallon. Le club dit ne pas être « surpris » par cette décision, fait appel et se dit « confiant » pour la suite puisque le président Jérôme Ducros affirme qu'il « apportera les garanties nécessaires ».
Le 7 juin 2014, la DNCG refuse également de donner son accord pour que l'US Orléans, champion en titre, obtienne le statut professionnel, indispensable pour évoluer en Ligue 2. L'organisme justifie son choix « du fait d'un manque de précisions sur le projet présenté ». Une nouvelle audience est prévue le 2 juillet. À l'issue de cette audition, l'US Orléans est finalement autorisée à rejoindre la Ligue 2.
Le 26 juin 2014, la DNCG annonce en outre que le Valenciennes FC, avant-dernier de Ligue 1 et relégué sportivement en Ligue 2, est rétrogradé administrativement en CFA pour raisons financières, ce qui permet au Racing Club de Strasbourg Alsace, seizième du dernier championnat, d'être maintenu en National. Après un recours contre cette décision et avec l'aide financière de Jean-Louis Borloo et d'autres particuliers, la décision administrative est révoquée : Valenciennes est bien inscrit en Ligue 2 et, par conséquent, le RC Strasbourg n'est pas repêché en National.
Le 3 juillet, la DNCG confirme sa première décision à l'encontre de Luzenac et interdit son accession en Ligue 2, Luzenac faisant alors appel de cette décision devant le Comité national olympique et sportif français (CNOSF). Néanmoins les calendriers des championnats pour la nouvelle saison sont établis par la Fédération française de football (FFF) en prenant en compte cette décision : Luzenac n'apparaît dans aucun des calendriers, La Berrichonne de Châteauroux, relégué sportivement de Ligue 2 en National, retourne en Ligue 2 et le Racing Club de Strasbourg Alsace est repêché en National. Le 21 juillet, le CNOSF rend un avis défavorable pour la montée du club ariégeois, puis le 1er août, le tribunal administratif de Toulouse suspend la décision de la DNCG. Cependant, le 8 août, la Ligue de football professionnel (LFP) refuse d’accorder le statut professionnel à Luzenac en raison d'un stade non conforme aux normes de sécurité et de capacité exigées en Ligue 2. Le 4 septembre, le juge des référés du tribunal administratif de Toulouse rejette la demande de Luzenac de suspendre de la décision de la LFP refusant d'autoriser le club ariégeois à participer au championnat de France de football de Ligue 2. Le 5 septembre, quatre journées après le début du championnat, le club annonce qu'il ne saisira pas le Conseil d'État et souhaite réintégrer le National, réintégration refusée le 10 septembre par la FFF.

### Matchs amicaux et préparation
Nombre de matchs amicaux sont prévus tout au long de l'été pour assurer la préparation des équipes de National. Parmi eux, de nombreux duels internes à la division, comme le derby Racing Club de Strasbourg Alsace - Sports réunis Colmar du 19 juillet 2014 (0-0), ou le match entre Boulogne-sur-Mer et FC Chambly, gagné 4-1 par les Camblysiens le 19 juillet également.
La hiérarchie sportive n'a pas toujours été respectée et des résultats inattendus sont à noter. Par exemple, le Red Star s'est incliné 4-0 face au FC Mantes (CFA) le 26 juin 2014. Le 2 août 2014, après son nul 3-3 contre le Sporting Club Schiltigheim (CFA 2), le RC Strasbourg est jugé peu « rassurant » par la presse.
Des clubs de Ligue 1 affrontent également des équipes de National au cours de l'été. Le 23 juillet 2014, le SM Caen bat Chambly 3-1. Le 30 juillet 2014, par exemple, le Vendée Luçon Football affronte le Football Club de Nantes (0-0).
On note également de nombreux matchs entre clubs de Ligue 2 et de National. Parmi eux, le 25 juillet 2014, on note un derby entre Cercle athlétique bastiais et Athletic club ajaccien, remporté par l'ACA. Pour son dernier match de préparation, le Red Star s'incline contre l'Association de la jeunesse auxerroise (3-0).
Certaines équipes organisent des stages de préparation. C'est le cas du Vendée Poiré-sur-Vie Football qui, pour la quatrième année consécutive, s'est préparé à Saint-Brevin-les-Pins, en Loire-Atlantique, la semaine du 14 juillet 2014 avant d'affronter la semaine suivante les professionnels du Angers SCO.

## Déroulement de la saison

### Première moitié de saison

#### Vers un leadership des SR Colmar - Journées 1 à 5
Lors de la première journée, le match RC Strasbourg - US Colomiers est interrompu à la 36e minute en raison des intempéries, avant de reprendre à 21h20, à l'avantage du RC Strasbourg (score final : 1-3). Amiens SC s'impose face au Red Star FC, comme Colmar face à Consolat, comme le Poiré-sur-Vie VF contre le SAS Football, le FC Chambly contre le FC Istres, et l'US Boulogne contre le FC Bourg-Péronas. Le RC Strasbourg et Amiens SC prennent provisoirement la tête.
Le 15 août 2014, le FC Chambly Thelle, promu de CFA 2013-2014, prend la tête pour la deuxième journée, après sa victoire 4-0 contre le GS Consolat. Le RC Strasbourg et les SR Colmar complètent le podium après leurs respectives victoires contre le SA spinalien et le FC Bourg-Péronnas. Le PFC obtient quant à lui sa première victoire face au Poiré-sur-Vie; il en est de même pour Avranches, le CA Bastia, l'USL Dunkerque, le FC Istres et le Red Star.
À la suite de la défaite 3-0 du FC Chambly face à l'ÉFC Fréjus-Saint-Raphaël, et grâce à leur victoire 2-1 face au CA Bastia, les Sports réunis Colmar occupent la première place avec neuf points gagnés en trois matchs. Dans le choc attendu entre le RC Strasbourg et le Paris FC, les deux formations se séparent sur un nul 1-1 après égalisation du RCSA via Ernest Seka en toute fin de match. Le Poiré-sur-Vie et Luçon VF perdent tous deux, respectivement face à l'US Boulogne et l'USL Dunkerque. Amiens et Avranches gagnent également, les Normands complétant ainsi le podium provisoire.
À l'occasion de la quatrième journée, Strasbourg quitte le podium, à la suite d'un nul contre Boulogne. Il en est de même pour Avranches, après sa défaite contre le PFC. Ce dernier et le Red Star montent ainsi à la troisième et à la deuxième place. Luçon VF et le FC Istres font match nul tandis que le CA Bastia gagne facilement contre Consolat (4-0). Le FC Chambly évite la défaite face au FCBP en obtenant un nul 2-2 grâce à un but d'Idrissa Ba à la 71e minute. Colomiers obtient sa première victoire à la suite d'une erreur défensive de l'USLD. Le leader, Colmar, conserve sa place malgré un match nul sur la pelouse du Poiré-sur-Vie.
Le derby alsacien de la cinquième journée se clos sur un match nul 3-3, après une partie « intense ». Le match entre les deux clubs de la Ligue de Picardie, le FC Chambly et Amiens SC, est remporté par les Amiénois, bien que les Camblysiens furent les premiers à marquer. Enfin, le derby de Paris entre Red Star et PFC a été remporté par les locataires du stade Charléty, grâce à un but sur pénalty. Le Poiré s'impose 2-0 face à Marseille Consolat tandis que l'ÉFC Fréjus-Saint-Raphaël bat Luçon VF sur le même score. Dunkerque s'impose à l'extérieur contre Épinal, qui enchaîne cinq défaites en autant de matchs. Boulogne s'impose face à Avranches et gagne en confiance. Colmar reste leader, à égalité avec le Paris FC.

#### Début d'hégémonie du Paris FC - Journées 6 à 11
C'est lors de la sixième journée que les Sports réunis Colmar enregistrent leur première défaite, contre l'US Avranches (3-1). Le Paris FC garde la tête du classement, grâce à son nul face à l'USL Dunkerque, à égalité de points avec le Red Star, qui bat l'USBCO, et le RC Strasbourg, vainqueur du GS Consolat par deux buts à zéro dans un match « physique et fermé ». Cette journée est également marquée par la première victoire de Luçon VF.
L'affiche attendue de la septième journée est le match entre Red Star et SR Colmar, respectivement troisième et cinquième. On assiste toutefois à un match nul 0-0. Consolat s'impose pour la première fois de la saison, 2-0 face à Avranches malgré un carton rouge sur Giglioti,. Bourg-Péronnas bat le RC Strasbourg 3-0 et le Racing, défait, quitte le podium tandis que le FCBP monte à la neuvième place. Le Paris FC, vainqueur d'Istres, devient la seule équipe invaincue.
La huitième journée est marquée par une victoire 5-0 du FC Chambly sur le Poiré-sur-Vie. Le Paris FC, tenu en échec par l'ÉFC Fréjus Saint-Raphaël (1-1) conserve la tête du championnat tandis que le RC Strasbourg revient à la deuxième place en gagnant contre le CA Bastia. Le Red Star et Consolat (0-0), Amiens SC et le SAS Football (2-2) ainsi que le FC Istres et l'US Boulogne CO (1-1) dont les classements sont antithétiques, se séparent sur des scores nuls. Les SRC atteignent leurs objectifs de la journée en ramenant le point du match nul de Dunkerque.
Les SR Colmar, vainqueurs du FC Istres sur un « but gag » de Diawara, remontent à la deuxième place à l'issue de la neuvième journée. En même temps, le Paris FC « fait le trou » en gagnant sur Amiens SC (3-1). Dans un match attendu, Bourg-Péronnas l'emporte sur le Red Star contre toute attente et remonte à la onzième place,. Outre cette déception audonienne, les professionnels du CA Bastia, « peu inspirés, approximatifs et fébriles », enchaînent leur cinquième match sans victoire avec un nul contre Avranches. Malgré ses déboires de la journée précédente, le Poiré « a bien réagi » et bat le RC Strasbourg en toute fin de match (1-0) : les Strasbourgeois quittent le podium. Le FC Chambly, vainqueur de l'US Colomiers (2-0), confirme sa forme du moment tandis que Fréjus Saint-Raphaël, vainqueur de Boulogne-sur-Mer, monte à la troisième place.
Aucun match n'est prévu le weekend du 12 octobre 2014 en raison de l'entrée en lice des clubs de National en Coupe de France. Il faut donc attendre le vendredi 17 octobre 2014 pour la 10e journée, marquée notamment par la première défaite de la saison pour le Paris FC, défait par le Vendée Luçon Football, pourtant plus mauvaise attaque du championnat.L'ÉFCFSR essuie une grande déception et quitte le podium en perdant contre Colmar à domicile après avoir pourtant mené au score. Le RC Strasbourg déçoit également en perdant contre le FC Chambly, qui enchaîne sa troisième victoire sur un pénalty accordé en fin de rencontre. Le Red Star retrouve le chemin de la victoire en battant le CA Bastia, qui tombe à « une préoccupante quinzième place » et Bourg-Péronnas confirme sa forme en battant Dunkerque, quatrième.
Le 31 octobre 2014, la onzième journée est notamment marquée par la première victoire du SAS Épinal, contre le FC Chambly (3-2). Le Red Star bat le Poiré-sur-Vie 3-0 tandis que le Paris FC se contente du nul face à l'US Colomiers tandis que l'US Avranches fait subir au RC Strasbourg sa troisième défaite de rang (2-1). De ce fait, quatre équipes sont ex-æquo à la première place avec 20 points : le Paris FC, l'US Avranches, le Red Star, et les SR Colmar, ces derniers ne ramenant qu'un nul d'Amiens (1-1). Luçon VF confirme en battant l'US Boulogne CO (2-1) et s'éloigne de la zone de relégation. Le CA Bastia ne parvient plus à gagner et quitte l'USLD sur un score nul (0-0).

#### Bourg-Péronnas sur le podium - Journées 12 à 16
Pour le compte de la douzième journée, le Paris Football Club, toujours leader, retrouve le chemin de la victoire en battant le SAS Football 4-0; l'US Avranches s'installant à la deuxième place en battant le FC Chambly 3-0. Le Red Star s'incline à domicile face au RC Strasbourg qui met fin à un mois de contre-performances; de son côté, l'USL Dunkerque « renoue avec la victoire » en battant le Poiré-sur-Vie 2-0. Le Football Club Bourg-Péronnas, qui s'impose 1-0 contre Fréjus-Saint-Raphaël, amène du doute dans les rangs varois. En bas de classement, Istres et le CA Bastia, respectivement 15e et 16e, font match nul, tout comme l'US Colomiers et Boulogne, les Boulonnais égalisant sur penalty en toute fin de match.
Le weekend des 15 et 16 novembre 2014 étant marqué par le septième tour de la Coupe de France, les matchs de la treizième journée se jouent la semaine suivante. La rencontre Avranches - Red Star, choc attendu de cette journée tourne à l'avantage des Audoniens (2-4). Dans un autre choc, le Paris FC bat nettement le FC Chambly (3-0), qui « rentre dans le rang ». Bourg-Péronnas enchaîne en battant Amiens SC et monte à la deuxième place. Strasbourg ne confirme pas ses résultats en faisant match nul contre l'USL Dunkerque tandis que Colmar perd face à l'US Colomiers et quitte le podium. Contrairement au CA Bastia, qui fait match nul contre l'ÉFC Fréjus Saint-Raphaël, l'US Boulogne renoue avec la victoire en vainquant le SAS Football, dernier au classement. Quant au Vendée Luçon Football, son nul 1-1 face à Consolat amène à huit le nombre de ses matchs sans défaite.
Lors de la quatorzième journée, le Red Star et le Paris FC perdent tous deux respectivement contre le FC Chambly (1-0) et l'US Boulogne CO (3-1). le Paris FC reste toutefois leader. Le FCBP perd également, contre Luçon VF (1-0) et perd une place. L'US Colomiers, invaincu depuis quatre matchs, subit aussi un « sérieux coup d'arrêt » en perdant contre Marseille Consolat (2-0). Avranches déçoit avec un nul « arraché » par l'USL Dunkerque Strasbourg s'impose difficilement face à Istres tandis que Colmar bat le SAS Football (2-1) et remonte provisoirement à la deuxième place. Le match entre Fréjus et le Poiré est reporté pour raisons météorologiques.
Le huitième tour de la Coupe de France, prévu le weekend des 6 et 7 décembre 2014, entrecoupe à nouveau le championnat. La quinzième journée se joue donc le vendredi 12 décembre 2014. La rencontre attendue entre Paris FC et SR Colmar, dominée par Colmar, tourne toutefois l'avantage des Parisiens (1-0) qui consolident leur place de leader tandis que les SRC quittent à nouveau le podium. Avranches, vainqueur d'Istres (4-1) et Bourg-Péronnas, vainqueur de Colomiers (2-0) « tiennent le rythme » et le Red Star, qui bat l'USL Dunkerque 1-0, remonte à la quatrième place. Fréjus « se relance » en battant le RC Strasbourg à la Meinau, tout comme Amiens SC, qui bat le Poiré-sur-Vie (2-0); et Boulogne enchaîne une troisième victoire contre le FC Chambly. Enfin, le CA Bastia gagne pour la première fois depuis 11 journées en battant Luçon VF.
Les derniers matchs de l'année sont prévus le 19 décembre 2014 avec la seizième journée. Le PFC, vainqueur de Marseille Consolat (3-1), maintient sa première place, suivi par Bourg-Péronnas, vainqueur « rocambolesque » du SAS Épinal (4-3) sous une pluie battante. Le Red Star, large vainqueur d'Istres (5-0), complète le podium. Boulogne monte à la quatrième place en battant Colmar (2-1). Le derby vendéen entre Poiré-sur-Vie VF et Luçon VF s'achève sur un nul décevant (0-0), comme Colomiers - CA Bastia (1-1) et Fréjus - Avranches (2-2). Samuel Michel, entraîneur d'Amiens SC, joue son poste contre le RC Strasbourg, tenu en échec 1-1. Le FC Chambly réalise une bonne opération en battant l'USL Dunkerque 3-0.
Le tableau suivant montre le classement à l'issue de la seizième journée :
| Rang | Équipe                   | Pts | J  | G | N | P  | Bp | Bc | Diff |
| ---- | ------------------------ | --- | -- | - | - | -- | -- | -- | ---- |
| 1    | Paris FC                 | 32  | 16 | 9 | 5 | 2  | 27 | 12 | +15  |
| 2    | FC Bourg-Péronnas        | 30  | 16 | 9 | 3 | 4  | 27 | 15 | +12  |
| 3    | Red Star FC              | 29  | 16 | 9 | 2 | 5  | 27 | 13 | +14  |
| 4    | US Boulogne CO           | 28  | 16 | 8 | 4 | 4  | 25 | 15 | +10  |
| 5    | US AvranchesP            | 28  | 16 | 8 | 4 | 4  | 25 | 17 | +8   |
| 6    | FC ChamblyP              | 24  | 16 | 7 | 3 | 6  | 27 | 23 | +4   |
| 7    | SR Colmar                | 24  | 16 | 6 | 6 | 4  | 20 | 18 | +2   |
| 8    | Amiens SC                | 23  | 16 | 6 | 5 | 5  | 23 | 21 | +2   |
| 9    | RC Strasbourg            | 23  | 16 | 6 | 5 | 5  | 18 | 16 | +2   |
| 10   | USL Dunkerque            | 21  | 16 | 5 | 6 | 5  | 12 | 14 | -2   |
| 11   | ÉFC Fréjus Saint-Raphaël | 20  | 15 | 5 | 5 | 5  | 17 | 16 | +1   |
| 12   | Vendée Luçon Football    | 20  | 16 | 4 | 8 | 4  | 11 | 12 | -1   |
| 13   | CA bastiaisR             | 18  | 16 | 3 | 9 | 4  | 18 | 17 | +1   |
| 14   | US Colomiers             | 17  | 16 | 4 | 5 | 7  | 12 | 20 | -8   |
| 15   | Le Poiré-sur-Vie VF      | 13  | 14 | 3 | 4 | 7  | 12 | 24 | -12  |
| 16   | GS ConsolatP             | 13  | 16 | 3 | 4 | 9  | 13 | 31 | -18  |
| 17   | FC IstresR               | 10  | 15 | 1 | 7 | 7  | 13 | 25 | -12  |
| 18   | SA spinalienP            | 8   | 16 | 1 | 5 | 10 | 15 | 33 | -18  |

### Deuxième moitié de saison

#### Fin de série pour le PFC - Journées 17 à 19
La reprise se fait le 9 janvier 2015 avec la 17e journée. Celle-ci comptant encore pour la phase « aller », la victoire du Paris Football Club contre le Football Club Bourg-Péronnas, son dauphin, le sacre officiellement champion d'automne. La veille, Dunkerque battait Istres 2-0 tandis que toutes les autres équipes se neutralisaient. Par ailleurs, le match Amiens SC - US Avranches est reporté car Avranches dispute les seizièmes de finale de la Coupe de France.
Les matchs de la 18e journée Luçon VF - Red Star, US Boulogne - CA Bastia et SR Colmar - FC Bourg-Péronnas sont reportés en raison des intempéries. Ainsi, le Paris FC, vainqueur du Poiré-sur-Vie, prend provisoirement huit points d'avance sur son dauphin. Le RC Strasbourg, qui affronte Épinal, concède le nul au Stade de La Colombière, bien que menant de deux buts à 10 minutes de la fin. L'US Avranches s'incline 4-2 face à Colomiers, ce qui inquiète les supporters avant le match de Coupe contre le FC Metz. Istres, défait à Saint-Raphaël, enchaîne son quinzième match sans victoire tandis que Marseille Consolat, relégable, surprend Chambly, battu 1-0.
En parallèle de la Coupe de France, quatre matchs de retard sont prévus le vendredi 23 et le samedi 24 janvier 2015. Bourg-Péronnas bat Colmar au Colmar Stadium, malgré la « vivacité » montrée par les Alsaciens en première période. Le FCBP « consolide ainsi sa deuxième place ». Boulogne-sur-Mer, large vainqueur du CA Bastia, remonte pour sa part à la troisième place. Enfin, dans un « duel capital pour le maintien », le Poiré-sur-Vie bat Istres 2-0. Par contre, le match US Avranches - Amiens SC est reporté une nouvelle fois, la pelouse avranchinaise étant « dans un état déplorable ».
Les matchs Avranches - Epinal, CA Bastia - Colmar, et Chambly - Fréjus du 30 janvier 2015  sont reportés en raison du mauvais temps. Le RC Strasbourg renoue avec le succès avec retentissement en battant le Paris FC à domicile (2-1) et remonte à la sixième place. Le lendemain, Bourg-Péronnas et le Red Star, qui battent respectivement Consolat 2-0 et Colomiers 3-1, réduisent l'écart avec le leader. Luçon VF, vainqueur de l'USL Dunkerque dans les arrêts de jeu, remonte à la onzième place. Le match nul d'Istres contre Amiens SC met fin à une série de sept défaites pour le club provençal. Boulogne-sur-Mer, également tenu en échec, quitte sa troisième place après un nul « mitigé » face au Poiré-sur-Vie (1-1).

#### D'anciens favoris en plein doute - Journées 20 à 24
Malgré son coup d'arrêt face au RC Strasbourg, le Paris FC gagne le match suivant contre Avranches et garde 5 points d'avance en tête. La vingtième journée est également marquée par une victoire du Poiré-sur-Vie sur les SR Colmar, ces derniers « s'enfon[ça]nt dans la crise ». Le Poiré n'est plus relégable. Consolat, qui bat le CA Bastia malgré l'ouverture du score par les Corses, n'est plus qu'à un point du premier non-relégable tandis que le CAB retombe à la 16e place. À l'inverse de Colmar, le Vendée Luçon Football, vainqueur « logique » 3-0 d'Istres, remonte à la septième place. Tous les autres matchs sont reportés.
Pour la 21e journée, le RC Strasbourg reçoit Colmar pour le Derby d'Alsace. Bien qu'ayant ouvert le score, les Colmariens s'inclinent 3-1, dans une Meinau où se massaient plus de 25 000 spectateurs. Ce résultat permet au RCSA de remonter à la cinquième place, tandis que les verts chutent à la onzième place. Dans l'autre derby, bien qu'ayant ouvert le score, le Paris FC concède une seconde défaite de rang face au Red Star, le 14 février 2015. Les matchs CA Bastia - FC Bourg-Péronnas et US Avranches - US Boulogne se closent sur un score nul. Dunkerque, en s'imposant 3-1 face à Épinal, gagne en confiance avant d'affronter le leader, tandis que les Spinaliens s'enfoncent davantage dans la zone rouge. Istres met fin à une série de 18 matchs sans victoires en s'imposant face à Colomiers.
La 22e journée est marquée par une lourde défaite des SR Colmar face à Avranches. Le FC Bourg-Péronnas, pourtant « en manque d’inspiration », s'impose au Poiré-sur-Vie (1-0) tout comme le Paris FC, vainqueur de Dunkerque (2-1). Le RC Strasbourg, quant à lui, ne parvient à ramener qu'un décevant point de Marseille (1-1). Le match entre l'US Boulogne CO et le Red Star est reporté.
Le 27 février 2015, six matchs en retard sont programmés. Le FC Bourg-Péronnas obtient mathématiquement son maintien et confirme sa place sur le podium en s'imposant 3-0 face à Chambly-Thelle. Luçon, en tenant le nul face au Red Star, enchaîne son sixième match sans défaite. Colomiers et Dunkerque font match nul, il en est de même pour le CA Bastia et les SR Colmar, Colmar n'ayant plus gagné depuis le 28 novembre 2014.
Pour le compte de la 23e journée, le RC Strasbourg réalise une « belle affaire » en battant le FC Bourg-Péronnas (1-0), invaincu depuis le 10 janvier 2015. Luçon VF et le Poiré-sur-Vie VF réalisent également de « bonnes opérations » en battant respectivement Consolat et le CA Bastia. Luçon monte ainsi à la cinquième place, profitant des contre-performances de l'US Boulogne CO à Dunkerque (2-0), et de l'US Avranches face à Consolat (1-0). Le leader parisien s'impose encore mais difficilement contre Istres (3-2) et le Red Star, « convaincant », bat Colmar 2-0, désormais moins bien classé que Consolat. L'ÉFC Fréjus Saint-Raphaël « enchaîne » une deuxième victoire d'affilée, 4-1 contre le SAS Football, toujours dernier.
Le RC Strasbourg, « décevants dans l’envie, sans idée dans le jeu », est battu 1-0 à Bastia; le Paris FC perd également, 1-3 face à Fréjus-Saint-Raphaël. Tous deux réalisent des opérations décevantes, tout comme le Red Star, qui a tenu difficilement le nul face à Consolat. Ainsi, le FC Bourg-Péronnas, vainqueur d'Avranches (2-0), remonte à un point du Paris FC. L'US Colomiers accroche Luçon VF en marquant à la quatrième minute du temps additionnel (1-1) tandis que Colmar enchaîne une sixième défaite d'affilée à domicile contre Dunkerque et se résigne à jouer le maintien, loin de ses ambitions. Boulogne se relance en battant Istres (1-0), comme Amiens, qui bat Épinal (3-2).

#### Le Red Star prend la tête - Journées 25 à 28
Le Paris FC essuie une deuxième défaite d'affilée pour la 25e journée, contre Amiens SC (1-0). Ses poursuivants directs, le Red Star et Bourg-Péronnas, s'affrontaient en un choc attendu remporté par le Red (2-1), désormais à trois points du leader, avec deux matchs de retard. Colmar se relance après dix matchs sans victoire en battant le FC Istres (2-0). En même temps, le Vendée Luçon Football bat Épinal 4-0. Ces deux équipes semblent de plus en plus évidemment proches du CFA.
Le mardi 24 mars 2015, en match de retard, le Red Star bat Boulogne-sur-Mer 2-1, ce qui permet au club francilien de prendre la tête du championnat, à égalité de points avec le Paris FC. Le RC Strasbourg, avec cinq points de retard sur Bourg-Péronnas, troisième, doute déjà de ses chances d'accession.
Le vendredi soir, le Red Star confirme son nouveau statut en battant le CA Bastia pour le compte de la 26e journée de championnat (3-2). Au contraire, le FCBP ne gagne qu'un point face à l'USL Dunkerque, invaincue depuis quatre matchs, après un match peu maîtrisé (1-1). Le Paris FC fait également match nul contre Luçon VF (2-2). Le RC Strasbourg, quatrième et vainqueur 2-0 de Chambly, réduit ainsi son écart sur le podium. Amiens SC, invaincu depuis un mois, perd 2-1 face à Boulogne, conservant toutefois sa neuvième place. Au bas du classement, dans un derby des Bouches-du-Rhône, Marseille Consolat bat le FC Istres 2-1.
Début avril, la 27e journée voit le FCBP s'imposer 2-1 en fin de match face à Istres et conforter sa troisième place. En même temps, le Paris FC renoue avec la victoire en battant l'US Colomiers (1-0) tandis que le Red Star « cale » à domicile face au Poiré (0-0) et que le RC Strasbourg « encaisse un échec lourd de conséquence » à Avranches (2-1), puisque les Alsaciens ont désormais six points de retard sur le podium. Dunkerque, toujours prétendant, bat le CA Bastia 3-0, les Cabistes tombant à la seizième place, à un point du premier relégable. Amiens, Luçon, Chambly et Consolat s'imposent également, respectivement contre Colmar (2-1), Boulogne (2-0), Fréjus (2-0) et Chambly (2-1).
La 28e journée voit les outsiders revenir. En outre, Luçon VF bat les SR Colmar (1-0) qui se retrouvent à nouveau en position délicate tandis que les Vendéens montent à la cinquième place. De son côté, le RC Strasbourg vainqueur du Red Star à la Meinau (1-0) ne réduit pas son écart sur le podium en raison de la large victoire de Bourg-Péronnas sur l'ÉFC Fréjus-Saint-Raphaël (4-0). Le revers audonien permet néanmoins au Paris FC, vainqueur d'Épinal, de revenir en tête à égalité de points. L'US Colomiers, qui fait match nul à Boulogne-sur-Mer, est « entre-deux-eaux » en bas de classement, tandis que le Poiré, vainqueur de Dunkerque dans les arrêts de jeu, s'éloigne de la zone rouge. Le CA Bastia s'incline à nouveau, face à Istres (3-1) qui gagne « trois points qui feront du bien au moral ». Consolat bat Amiens 3-1.

#### La lutte pour la troisième place - Journée 29 à 34
Depuis fin mars, la montée en Ligue 2 semble se jouer entre le Paris FC, le Red Star, le FC Bourg-Péronnas et le RC Strasbourg.
Pour la 29e journée, les cinq équipes en tête s'imposent : le Red Star bat Avranches (2-1), le Paris FC bat le FC Chambly (2-1), Bourg-Péronnas bat Amiens (1-0), le RC Strasbourg bat l'USL Dunkerque (2-0) qui ne peut plus mathématiquement prétendre au podium, et Luçon bat Consolat (3-1). Ainsi, le podium reste inchangé, les « poursuivants » ne réduisant pas leur retard. En bas du classement, Épinal, battu 2-0 par Boulogne-sur-Mer est officiellement relégué sportivement en CFA. Istres se donne un sursis en accrochant le Poiré-sur-Vie (0-0). À l'opposé, les SR Colmar réalisent un « match plein » et une bonne opération pour le maintien en battant l'US Colomiers (2-0). Fréjus fait un bon match et bat le CA Bastia (3-1).
À quatre journées de la fin, le samedi 25 avril 2015, le Red Star impressionne en battant largement le FC Chambly (8-0) dans un match marqué notamment par deux penaltys et une expulsion. Par contre, la veille, le Paris FC est accroché par Boulogne-sur-Mer (0-0) tandis que Bourg-Péronnas est battu 1-0 par Luçon. Ainsi, le RC Strasbourg, vainqueur 4-1 d'Istres, n'a plus que trois points de retard sur la troisième place. Istres est mathématiquement relégué en CFA tandis que le CA Bastia, qui tient le nul contre Amiens (0-0), semble s'en rapprocher. Les SR Colmar enchaînent une deuxième victoire face à Épinal (2-1) et « prennent de l'air », au contraire de Consolat, battu à la 85e minute par Colomiers (3-2). Ainsi, le bas de tableau reste incertain.
Pour la 31e journée, le 1er mai 2015, le Red Star s'impose encore, contre Dunkerque (1-0). Le PFC renoue avec la victoire, stoppant ainsi la dynamique de Colmar grâce à un doublé de Socrier (2-0). Le Vendée Luçon Football, mené par Slimane Sissoko, bat le CA Bastia dans les arrêts de jeu et prend sa « revanche »,. Bourg-Péronnas s'imposant 3-0 face à Colomiers et Strasbourg 2-0 face à Fréjus-Saint-Raphaël, l'écart sur le podium reste inchangé. Marseille Consolat, vainqueur 3-1 d'Épinal, valide pour sa part mathématiquement son maintien sportif. Amiens SC, « a priori démobilisé » s'incline 1-0 face au Poiré tandis que le FC Chambly et l'US Boulogne se neutralisent, et qu'Istres bat Avranches dans un match sans enjeu.
La 32e journée consacre la première montée sportive en Ligue 2 : le Red Star, vainqueur d'Istres (4-0), est assuré de finir parmi les trois premiers. Le Paris FC s'en rapproche en battant Consolat (3-1) et Bourg-Péronnas gagne logiquement 3-0 contre Épinal ce qui fait que pour le RC Strasbourg, malgré sa victoire « sur le fil » sur Amiens (2-1), « l’espoir de monter s’est un peu plus évaporé ». Luçon, toujours cinquième, enchaîne sa cinquième victoire d'affilée en battant le Poiré. Colmar, vainqueur de Boulogne, assurent mathématiquement son maintien. Par contre, le nul entre CA Bastia et US Colomiers (1-1) « n’arrange personne ». Ainsi, ces deux équipes, ainsi que le FC Chambly, battu 3-1 à Dunkerque, sont contraints à la victoire lors de la journée suivante pour espérer se maintenir.
Maints chocs sont à l'affiche pour la 33e journée. Le Paris FC et le FC Bourg-Péronnas se neutralisent (1-1). Ainsi, non seulement ni l'un ni l'autre ne valident leur montée en L2, mais leur match nul permet au RC Strasbourg, qui a « réalisé l’impossible » en battant Luçon, invaincu depuis septembre (3-1), de revenir à un point du podium. Pour sa part, le Red Star, vainqueur « abracadabrantesque » contre Fréjus alors que les Varois menaient 3-1 à la 90e minute (score final : 4-3), s'assure le titre de champion de National. Après sa « victoire surprise » face à Colomiers (1-0), le Poiré assure son maintien. Seuls le FC Chambly, défait à Colmar (2-0), l'US Colomiers, et le CA Bastia, pourtant vainqueur à Épinal (1-0), sont encore en course pour le maintien.
Avant la dernière journée, ni le FCBP ni le Paris FC n'ont assuré leur promotion. Le suspense reste donc total quant au podium final. La possibilité d'une montée in extremis du RC Strasbourg entraîne une ferveur inédite en National et une « frénésie [...] remarquable » autour de la rencontre opposant le club alsacien à l'US Colomiers. Dans un stade comble dont l'ambiance « rappelait la grande époque du Racing » et qui en fait le record absolu d'affluence pour cette division, les Alsaciens s'imposent 2-0 mais en vain : la victoire du FC Bourg-Péronnas sur Boulogne (2-0) et le nul du Paris FC face au CA Bastia (0-0) qualifient ces deux équipes pour la Ligue 2. Le FC Chambly se maintient grâce à sa victoire 4-0 contre Istres. Ainsi, ce sont l'US Colomiers et le CA Bastia qui sont sportivement relégués en CFA. Cette dernière journée est également riche en but : le Red Star finit par un nul 3-3 contre Amiens, Colmar bat Consolat 4-3 et remonte à la dixième place, le Poiré bat Épinal 3-0.

## Classement général et résultats

### Classement
Les équipes sont classées selon leur nombre de points, lesquels sont répartis comme suite : trois points pour une victoire, un point pour un match nul, zéro point pour une défaite et zéro point en cas de forfait. Pour départager les égalités, les critères suivants sont utilisés
1. Faces-à-faces
2. Différence de buts lors des faces-à-faces
3. Différence de buts générale
4. Nombre de buts marqués
5. Fair-play
6. Tirage au sort

Le classement du championnat de France de football National se calcule selon les mêmes méthodes que pour la Ligue 1 et la Ligue 2. L'exception notable est à la différence de but : en outre, dans les championnats amateurs français, c'est la différence de but particulière qui prime en cas d'égalité de points au classement final.
| Rang | Équipe                   | Pts  | J  | G  | N  | P  | Bp | Bc | Diff |
| ---- | ------------------------ | ---- | -- | -- | -- | -- | -- | -- | ---- |
| 1    | Red Star FC              | 70   | 34 | 21 | 7  | 6  | 68 | 30 | +38  |
| 2    | Paris FC                 | 66   | 34 | 19 | 9  | 6  | 50 | 28 | +22  |
| 3    | FC Bourg-Péronnas        | 66   | 34 | 20 | 6  | 8  | 57 | 25 | +32  |
| 4    | RC Strasbourg            | 65   | 34 | 19 | 8  | 7  | 50 | 29 | +21  |
| 5    | Luçon VF                 | 58   | 34 | 15 | 13 | 6  | 40 | 25 | +15  |
| 6    | USL Dunkerque            | 52   | 34 | 14 | 10 | 10 | 38 | 31 | +7   |
| 7    | US Boulogne CO           | 50   | 34 | 13 | 11 | 10 | 49 | 39 | +10  |
| 8    | ÉFC Fréjus Saint-Raphaël | 49   | 34 | 12 | 13 | 9  | 42 | 38 | +4   |
| 9    | US Avranches P           | 46   | 34 | 12 | 10 | 12 | 42 | 38 | +4   |
| 10   | SR Colmar                | 45   | 34 | 12 | 9  | 13 | 40 | 44 | -4   |
| 11   | Amiens SC                | 41   | 34 | 10 | 11 | 13 | 45 | 48 | -3   |
| 12   | Le Poiré-sur-Vie VF      | 41   | 34 | 10 | 11 | 13 | 36 | 44 | -8   |
| 13   | Marseille Consolat P     | 40   | 34 | 11 | 7  | 16 | 40 | 58 | -18  |
| 14   | FC Chambly P             | 37   | 34 | 9  | 10 | 15 | 42 | 54 | -12  |
| 15   | CA Bastia R              | 32   | 34 | 5  | 17 | 12 | 32 | 43 | -11  |
| 16   | US Colomiers,            | 31-1 | 34 | 7  | 11 | 16 | 30 | 50 | -20  |
| 17   | FC Istres OP R           | 22   | 34 | 4  | 10 | 20 | 27 | 61 | -34  |
| 18   | SAS Épinal P             | 15   | 34 | 2  | 9  | 23 | 30 | 73 | -43  |

Promotions et relégations
- Promotion en Ligue 2 2015-2016
- Rétrogradation administrative en DHR
- Repêchage
- Relégation en CFA 2

Abréviations
- P : Promu de CFA 2013-2014
- R : Relégué de Ligue 2 2013-2014
- -1 : Points de pénalité

1. ↑  Retrait d'un point à l'encontre de Colomiers pour avoir fait joué un joueur non-qualifié lors du match de la 32ème journée contre le CA Bastia.
2. ↑  Le SAS Épinal est repêché plutôt que l'US Colomiers sur décision de la FFF.

### Résultats
Le tableau suivant récapitule les résultats « aller » et « retour » du championnat :
| Résultats (▼dom., ►ext.)                                   | AMI | AVR | BAS | BOU | B-P | CHA | CLM | CLO | CON | DUN | EPI | FSR | IST | LPV | LUC | PAR | RED | STR |
| Amiens SC                                                  |     | 0-2 | 2-2 | 1-1 | 0-1 | 2-1 | 2-1 | 2-0 | 2-0 | 1-2 | 2-2 | 1-1 | 2-1 | 0-1 | 2-3 | 1-0 | 3-1 | 1-1 |
| US Avranches                                               | 2-2 |     | 0-0 | 0-0 | 2-1 | 0-0 | 3-1 | 1-0 | 0-1 | 1-1 | 0-2 | 0-1 | 4-1 | 1-0 | 2-1 | 1-2 | 2-4 | 2-1 |
| CA Bastia                                                  | 0-0 | 1-1 |     | 3-2 | 2-2 | 1-1 | 0-0 | 3-0 | 4-0 | 0-0 | 1-1 | 1-1 | 1-3 | 2-2 | 1-0 | 0-0 | 2-3 | 1-0 |
| US Boulogne                                                | 2-1 | 1-0 | 4-1 |     | 1-0 | 2-0 | 2-1 | 2-2 | 3-1 | 3-0 | 3-1 | 0-1 | 1-0 | 4-1 | 1-2 | 0-0 | 1-2 | 1-2 |
| FC Bourg-Péronnas                                          | 2-0 | 2-0 | 1-0 | 1-0 |     | 3-0 | 1-2 | 2-0 | 2-0 | 1-1 | 3-0 | 4-0 | 1-1 | 1-1 | 0-1 | 0-1 | 2-1 | 3-0 |
| FC Chambly                                                 | 2-2 | 0-3 | 1-1 | 1-1 | 2-2 |     | 0-0 | 2-3 | 4-0 | 3-0 | 2-1 | 0-0 | 4-0 | 5-0 | 0-1 | 1-2 | 1-0 | 2-1 |
| SR Colmar                                                  | 1-1 | 0-3 | 2-1 | 3-2 | 0-2 | 2-0 |     | 1-2 | 3-2 | 0-1 | 2-1 | 1-1 | 1-0 | 2-3 | 0-1 | 0-1 | 0-0 | 3-3 |
| US Colomiers                                               | 0-2 | 4-2 | 1-1 | 1-1 | 0-3 | 0-2 | 0-3 |     | 0-2 | 1-1 | 1-0 | 0-2 | 1-1 | 0-1 | 1-1 | 0-1 | 0-1 | 1-3 |
| GS Consolat                                                | 3-1 | 2-0 | 2-1 | 2-2 | 0-3 | 1-0 | 3-4 | 3-0 |     | 0-2 | 1-1 | 2-0 | 2-1 | 0-2 | 1-1 | 1-2 | 0-0 | 1-1 |
| USL Dunkerque                                              | 1-0 | 1-1 | 3-0 | 2-0 | 0-2 | 3-1 | 0-0 | 0-1 | 2-0 |     | 3-1 | 0-0 | 2-0 | 2-0 | 0-1 | 1-1 | 0-1 | 0-2 |
| SA Épinal                                                  | 2-3 | 0-2 | 0-1 | 0-2 | 3-4 | 3-2 | 1-2 | 0-0 | 1-3 | 1-3 |     | 1-1 | 1-1 | 0-2 | 0-0 | 0-4 | 2-4 | 2-2 |
| EFC Fréjus Saint-Raphaël                                   | 2-0 | 2-2 | 3-1 | 2-2 | 0-1 | 3-0 | 1-3 | 1-2 | 0-2 | 1-1 | 4-1 |     | 1-0 | 2-1 | 0-0 | 1-1 | 3-4 | 0-2 |
| FC Istres                                                  | 1-1 | 2-1 | 1-1 | 1-1 | 1-2 | 2-3 | 0-2 | 1-0 | 1-1 | 1-2 | 2-2 | 2-0 |     | 0-0 | 0-0 | 2-3 | 0-5 | 0-1 |
| Le Poiré-sur-Vie VF                                        | 0-2 | 1-1 | 1-0 | 1-1 | 2-2 | 1-1 | 0-0 | 2-2 | 1-2 | 4-2 | 3-0 | 2-2 | 2-0 |     | 0-2 | 1-3 | 0-3 | 1-0 |
| Luçon VF                                                   | 2-1 | 0-0 | 2-1 | 2-0 | 0-0 | 1-1 | 0-0 | 1-1 | 3-1 | 0-1 | 4-0 | 0-2 | 3-0 | 0-0 |     | 1-0 | 1-1 | 1-3 |
| Paris FC                                                   | 3-1 | 1-0 | 0-0 | 1-3 | 1-1 | 3-0 | 2-0 | 1-1 | 3-1 | 2-1 | 2-0 | 1-3 | 2-0 | 1-0 | 2-2 |     | 1-0 | 1-1 |
| Red Star FC                                                | 3-3 | 2-1 | 2-0 | 2-0 | 2-1 | 8-0 | 2-0 | 3-1 | 1-1 | 1-0 | 3-0 | 0-0 | 4-0 | 0-0 | 2-1 | 2-1 |     | 1-2 |
| RC Strasbourg                                              | 2-1 | 1-2 | 1-0 | 0-0 | 1-0 | 2-0 | 3-1 | 2-0 | 2-0 | 0-0 | 1-0 | 0-1 | 4-1 | 1-0 | 1-1 | 2-1 | 1-0 |     |
| - Victoire à domicile - Match nul - Victoire à l'extérieur |     |     |     |     |     |     |     |     |     |     |     |     |     |     |     |     |     |     |

### Issue de la saison

#### Promotions et relégations
À l'issue de la saison, le Red Star Football Club est sacré champion de National et est promu en Ligue 2 2015-2016 en compagnie des équipes classées deuxième et troisième : le Paris Football Club et le Football Club Bourg-Péronnas. Au bas du classement, le Cercle athlétique bastiais, l'Union sportive Colomiers football, le Football Club Istres Ouest Provence et le Stade athlétique spinalien sont relégués sportivement en CFA 2015-2016.
Toutefois, dès le 30 mai 2015, le Vendée Poiré-sur-Vie Football annonce la non-réinscription de son équipe première en National 2015-2016. Les équipes dirigeantes du club annoncent un nouveau départ en CFA 2 pour privilégier le travail de formation et libèrent ainsi une place en National. De ce fait, le CA Bastia, premier relégable, est repêché.
Le 5 juin 2015, on apprend que l'US Colomiers serait rétrogradée en CFA 2 pour raisons disciplinaires. Le club et son président ne confirment toutefois pas l'information et déclarent « les réseaux sociaux ont repris une information non officielle venant de la commission des contentieux de la FFF » tout en annonçant un appel en cas d'officialisation des sanctions. Après confirmation de la décision de la FFF, l'US Colomiers fait effectivement appel. Le 15 juillet 2015, la Fédération intègre l'équipe columérine au groupe C de CFA avant de valider d'autres sanctions trois jours plus tard.
Le SA Spinalien, bien que dernier au classement, est repêché le 15 juillet 2015, soit la veille de l'annonce des calendriers pour la saison suivante, en raison de la rétrogradation administrative de l'Athlétic Club Arles-Avignon, l'US Colomiers ne pouvant plus être repêchée. Ainsi, pour la deuxième année consécutive, aucun club de National n'est relégué en CFA pour raisons uniquement sportives.

#### Récompenses
La Fédération française de football organise une remise de récompenses individuelles à l'issue de la saison. La cérémonie de remise des Trophées du National a lieu le 19 mai 2015. Pape Sané, attaquant du FC Bourg-Péronnas, est élu Meilleur joueur de l'édition 2014-2015. Le portier du Red Star Vincent Planté est élu Meilleur gardien et Frédéric Reculeau, coach du Luçon VF, reçoit la distinction de Meilleur entraîneur.
Le webmédia Foot-national.com organise également une élection du meilleur joueur de National. Cette récompense est informelle et n'a pas le caractère officiel de celle décernée par la FFF. Au coude-à-coude avec le défenseur du RC Strasbourg Ernest Seka et le milieu de l'US Boulogne CO Elohim Rolland, l'attaquant du Red Star Kévin Lefaix est élu meilleur joueur par les entraîneurs des équipes du championnat,.

## Extra sportif
Le 2 septembre 2014, la préfecture du Haut-Rhin menace d'annuler le derby Colmar - Strasbourg au Stadium pour des raisons de sécurité. Finalement, un accord est trouvé entre les deux présidents et le lendemain, la préfecture annonce le maintien du derby. Le 5 septembre 2014, le derby Paris FC - Red Star est marqué par des incidents entre supporters, donnant notamment lieu à trente-six gardes-à-vue de supporters des deux camps. Quatre blessés et des dégâts matériels sont à déplorer.
Le 7 novembre 2014, le match de la troisième journée entre Marseille Consolat et Bourg-Péronnas a été donné gagnant à l'équipe visiteuse sur tapis vert 0-3 car le club marseillais avait aligné en début le joueur Jérémy Bru alors que ce dernier était suspendu pour quatre matchs à la suite d'un carton rouge en fin de saison précédente. Le score initial était de 2-2.
À l'issue du match US Colomiers - Vendée Luçon Football du 13 mars 2015, le président luçonnais Michel Reculeau fait un malaise dans le tunnel menant aux vestiaires. Le match, marqué par plusieurs buts et cartons rouges en fin de rencontre, avait généré une atmosphère tendue et une cohue dans les travées du Stade Bertrand-Andrieux. Michel Reculeau écrit quelques jours plus tard un communiqué pour rassurer l'entourage du club sur son état de santé et remercier « ceux qui [lui] ont témoigné leur sympathie ».
Le 22 mai 2015, l'US Colomiers écope d'un point de pénalité relatif au match disputé face au Cercle athlétique bastiais le 8 mai 2015.
Peu après la fin du match opposant le FC Chambly au FC Istres, Mohamed Dridi, un dirigeant du club istréen, mécontent de la défaite 4-0 de son club et de la relégation en CFA, frappe violemment à la mâchoire l'entraîneur Bruno Savry. Ce dernier, qui souffre de « sérieuses blessures », porte plainte le 29 mai 2015.
La FFF a accordé 3 points supplémentaires aux SR Colmar pour un match gagné sur tapis vert contre l'US Colomiers.

## Statistiques

### Leader par journée
La frise suivante montre l'évolution des équipes ayant successivement occupé la première place :

### Classement des buteurs
Le tableau suivant liste les joueurs selon le classement des buteurs pour la saison 2014-2015 de National.
| Rang | Buteur                 | Club                          | Buts Note 1 | Pen. Note 2 | Ratio Note 3 |
| ---- | ---------------------- | ----------------------------- | ----------- | ----------- | ------------ |
| 1    | Kévin Lefaix Pape Sané | Red Star FC FC Bourg-Péronnas | 21          | 0 7         | 0,70 0,66    |
| 3    | Oumar Pouye            | Amiens SC                     | 16          | 3           | 0,48         |
| 4    | Vincent Créhin         | US Avranches                  | 14          | 5           | 0,44         |

| Mis à jour au 22 mai 2015. 1 : Nombre de buts inscrits incluant le nombre de pénaltys 2 : Nombre de pénaltys 3 : Ratio (buts inscrits/matchs joués) |

### Évolution du classement
Le tableau suivant récapitule le classement journée par journée en tenant compte des matchs en retard et des pénalités.
| Club \ Journée          | 1      | 2  | 3  | 4  | 5  | 6  | 7  | 8  | 9  | 10 | 11 | 12 | 13 | 14 | 15 | 16 | 17 | 18 | 19 | 20 | 21 | 22 | 23 | 24 | 25 | 26 | 27 | 28 | 29 | 30 | 31 | 32 | 33 | 34 | Promu | Relégable |    |   |  |
| ----------------------- | ------ | -- | -- | -- | -- | -- | -- | -- | -- | -- | -- | -- | -- | -- | -- | -- | -- | -- | -- | -- | -- | -- | -- | -- | -- | -- | -- | -- | -- | -- | -- | -- | -- | -- | ----- | --------- | -- | - |  |
| Club \ Journée          | Amiens | 1  | 10 | 9  | 11 | 6  | 10 | 8  | 9  | 11 | 11 | 10 | 8  | 10 | 11 | 7  | 8  | 8  | 11 | 12 | 10 | 11 | 11 | 10 | 10 | 9  | 9  | 9  | 10 | 10 | 10 | 10 | 10 | 11 | Promu | Relégable | 11 | 1 |  |
| US Avranches MSM        | 12     | 6  | 3  | 9  | 8  | 4  | 5  | 5  | 10 | 5  | 4  | 2  | 4  | 2  | 2  | 5  | 5  | 5  | 5  | 6  | 8  | 6  | 9  | 9  | 10 | 10 | 10 | 9  | 9  | 9  | 11 | 11 | 9  | 9  | 4     |           |    |   |  |
| CA Bastia               | 9      | 5  | 7  | 5  | 11 | 11 | 11 | 11 | 13 | 15 | 15 | 14 | 15 | 14 | 13 | 13 | 13 | 14 | 14 | 15 | 15 | 14 | 15 | 14 | 14 | 15 | 16 | 16 | 16 | 16 | 15 | 16 | 16 | 15 |       | 14        |    |   |  |
| US Boulogne CO          | 6      | 11 | 8  | 6  | 4  | 6  | 2  | 4  | 8  | 7  | 8  | 10 | 7  | 5  | 4  | 3  | 4  | 2  | 4  | 4  | 4  | 5  | 5  | 5  | 6  | 5  | 7  | 7  | 6  | 6  | 6  | 8  | 7  | 7  | 3     |           |    |   |  |
| FC Bourg-Péronnas       | 15     | 15 | 12 | 15 | 12 | 13 | 12 | 13 | 7  | 6  | 6  | 5  | 2  | 6  | 5  | 4  | 3  | 4  | 2  | 2  | 2  | 2  | 2  | 2  | 2  | 3  | 3  | 3  | 3  | 3  | 3  | 3  | 3  | 3  | 15    | 3         |    |   |  |
| FC Chambly              | 5      | 1  | 5  | 8  | 9  | 7  | 9  | 6  | 3  | 3  | 5  | 7  | 9  | 8  | 9  | 6  | 6  | 7  | 9  | 11 | 10 | 10 | 11 | 11 | 12 | 13 | 12 | 12 | 12 | 13 | 14 | 14 | 14 | 14 | 3     |           |    |   |  |
| SR Colmar               | 4      | 3  | 1  | 1  | 2  | 3  | 4  | 3  | 2  | 2  | 3  | 3  | 5  | 3  | 6  | 7  | 7  | 9  | 10 | 12 | 12 | 12 | 13 | 13 | 11 | 12 | 13 | 13 | 13 | 12 | 12 | 12 | 10 | 10 | 11    |           |    |   |  |
| US Colomiers            | 16     | 16 | 16 | 14 | 15 | 15 | 14 | 15 | 15 | 14 | 13 | 13 | 13 | 13 | 14 | 14 | 14 | 13 | 13 | 13 | 14 | 15 | 16 | 16 | 15 | 14 | 14 | 15 | 15 | 15 | 16 | 15 | 15 | 16 |       | 19        |    |   |  |
| GS Consolat             | 14     | 18 | 18 | 17 | 17 | 18 | 17 | 17 | 18 | 17 | 17 | 17 | 17 | 15 | 15 | 15 | 16 | 15 | 16 | 16 | 13 | 13 | 12 | 12 | 13 | 11 | 11 | 11 | 11 | 11 | 9  | 9  | 12 | 13 |       | 19        |    |   |  |
| Dunkerque               | 8      | 4  | 2  | 10 | 1  | 1  | 1  | 2  | 6  | 10 | 7  | 6  | 6  | 9  | 10 | 10 | 11 | 6  | 8  | 9  | 6  | 9  | 8  | 7  | 5  | 6  | 4  | 6  | 8  | 8  | 8  | 6  | 6  | 6  | 5     |           |    |   |  |
| Épinal                  | 18     | 17 | 17 | 18 | 18 | 17 | 18 | 18 | 17 | 18 | 18 | 18 | 18 | 18 | 18 | 18 | 18 | 18 | 17 | 17 | 18 | 18 | 18 | 18 | 18 | 18 | 18 | 18 | 18 | 18 | 18 | 18 | 18 | 18 |       | 34        |    |   |  |
| ÉS Fréjus Saint-Raphaël | 7      | 14 | 6  | 7  | 3  | 5  | 6  | 7  | 4  | 8  | 9  | 11 | 11 | 10 | 11 | 11 | 9  | 10 | 6  | 7  | 7  | 7  | 6  | 6  | 7  | 7  | 8  | 8  | 7  | 7  | 7  | 7  | 8  | 8  | 1     |           |    |   |  |
| FC Istres OP            | 13     | 8  | 13 | 12 | 14 | 16 | 16 | 16 | 16 | 16 | 16 | 16 | 16 | 17 | 17 | 17 | 17 | 17 | 18 | 18 | 17 | 17 | 17 | 17 | 17 | 17 | 17 | 17 | 17 | 17 | 17 | 17 | 17 | 17 |       | 29        |    |   |  |
| Luçon VF                | 10     | 13 | 15 | 16 | 16 | 12 | 13 | 12 | 14 | 13 | 12 | 12 | 12 | 12 | 12 | 12 | 12 | 12 | 11 | 8  | 9  | 8  | 7  | 8  | 8  | 8  | 6  | 5  | 5  | 5  | 5  | 5  | 5  | 5  | 2     | 3         |    |   |  |
| Paris FC                | 11     | 7  | 11 | 3  | 7  | 9  | 7  | 8  | 1  | 1  | 2  | 1  | 1  | 1  | 1  | 1  | 1  | 1  | 1  | 1  | 1  | 1  | 1  | 1  | 1  | 2  | 2  | 2  | 2  | 2  | 2  | 2  | 2  | 2  | 25    |           |    |   |  |
| Poiré-sur-Vie VF        | 3      | 9  | 14 | 13 | 13 | 14 | 14 | 13 | 12 | 12 | 14 | 15 | 14 | 16 | 16 | 16 | 15 | 16 | 15 | 14 | 16 | 16 | 14 | 15 | 16 | 16 | 15 | 14 | 14 | 14 | 13 | 13 | 13 | 12 | 1     | 14        |    |   |  |
| Red Star FC             | 17     | 12 | 10 | 2  | 10 | 8  | 10 | 10 | 9  | 4  | 1  | 4  | 3  | 4  | 3  | 2  | 2  | 3  | 3  | 2  | 2  | 3  | 3  | 3  | 3  | 1  | 1  | 1  | 1  | 1  | 1  | 1  | 1  | 1  | 23    | 1         |    |   |  |
| RC Strasbourg           | 2      | 2  | 4  | 4  | 5  | 2  | 3  | 1  | 5  | 9  | 11 | 9  | 8  | 7  | 8  | 9  | 10 | 8  | 7  | 5  | 5  | 4  | 4  | 4  | 4  | 4  | 5  | 4  | 4  | 4  | 4  | 4  | 4  | 4  | 8     |           |    |   |  |

### Trophées du National
Pour cette première édition des trophées du National, la Fédération Française de Football (FFF) a décerné plusieurs distinctions individuelles à l'issue du vote de l'ensemble des entraineurs et des capitaines des dix-huit équipes participantes au championnat du National.
- Meilleur gardien de but :  Vincent Planté (Red Star FC)
- Meilleur joueur de champ :  Pape Sané (FC Bourg-Péronnas)
- Meilleur buteur :  Pape Sané (FC Bourg-Péronnas)
- Meilleur entraineur :  Frédéric Reculeau (Vendée Luçon Football)

## Aspects socio-économiques

### Éléments économiques et financiers
La saison précédente, le prix moyen d'un billet de National est de 6,70 € pour des recettes totales d'environ 2,9 millions.
Le budget moyen des clubs de National s'élève cette saison à environ 2,5 millions d'euros. Amiens (7,1 millions d'euros), Strasbourg (4,8 millions d'euros) et Boulogne-sur-Mer (4,6 millions d'euros) ont les trois plus gros budgets. À l'opposé, Avranches (1,2 million d'euros), Chambly (1,1 million d'euros) et Marseille Consolat (0,8 million d'euros) disposent des budgets les plus restreints. Le FC Istres souhaite conserver un budget relativement similaire à celui de la saison précédente, en Ligue 2 mais sa situation financière en fin de saison entraîne son exclusion des championnats nationaux par la DNCG.
Avec un budget maintenu à 3 millions d'euros, l'ÉFC Fréjus Saint-Raphaël n'est plus que le cinquième club de National en termes de finances.
Avec la montée en National, le Groupe sportif Consolat voit son budget augmenté à hauteur de 300 000 à 800 000 €. Le budget du FC Chambly est pour sa part quasiment doublé, et passe pour la première fois la barre du million d'euros. Le SAS Épinal garde un budget faible, à environ un 1,5 million d'euros.
Les subventions et recettes de sponsoring représentent une part importante du budget des clubs. Par exemple, le budget du SAS Épinal est notamment composé de 400 000 euros de subventions directes, de 100 000 euros de mise à disposition d'éducateurs, et de 400 000 euros de sponsoring. Les SR Colmar comptent sur un fort soutien des collectivités locales, comme la région Alsace, le Département du Haut-Rhin et la ville de Colmar. En octobre 2014, la mairie de Marseille vote une subvention de 80 000 € accordée au GS Consolat.

### Couverture médiatique
Depuis 2013, certains matchs de National sont diffusés par la chaîne câble/satellite Ma Chaîne Sport (MCS). Cette saison, des multiplex sont organisés, par exemple lors de la dernière journée, où RC Strasbourg - US Colomiers, Paris FC - CA Bastia et FC Bourg-Péronnas - US Boulogne sont programmés en simultané. Ces diffusions constituent des opportunités pour de nombreux clubs à la visibilité limitée : par exemple, la rencontre entre Vendée Luçon Football et Paris FC du 27 mars 2015 est la première du club vendéen à être entièrement diffusé en direct à la télévision, exception faite des matchs de Coupe de France. En règle générale, Nicolas Vilas et Helder Esteves commentent les matchs sur MCS.
Le webmédia Foot-national.com, qui publie régulièrement des mises à jour sur le championnat National, diffuse occasionnellement des matchs en streaming sur son site web. Le site web propose également un service de matchs en direct avec évolution instantanée des scores et des classements.
Les journaux régionaux accordent une place importante aux clubs de National dans leurs pages. C'est le cas notamment des Dernières Nouvelles d'Alsace pour le RC Strasbourg et les SR Colmar, d'Ouest-France pour le Vendée Luçon Football et le Vendée Poiré-sur-Vie Football, du Parisien pour le Red Star Football Club et le Paris FC, du Courrier Picard pour le FC Chambly, de La Voix du Nord pour l'US Boulogne CO et l'USL Dunkerque, etc.
Enfin, la radio France Bleu couvre le National grâce à ses antennes régionales partout en France. Par exemple, France Bleu Picardie retransmet en direct tous les matchs de l'Amiens Sporting Club Football et encourage le club sur les réseaux sociaux avec le hashtag #AllezAmiens. Le 25 mai 2015, à l'issue de la saison, France Bleu Alsace organise une émission spéciale de 26 minutes sur le Racing Club de Strasbourg.

### Stades et affluences

#### Stades utilisés

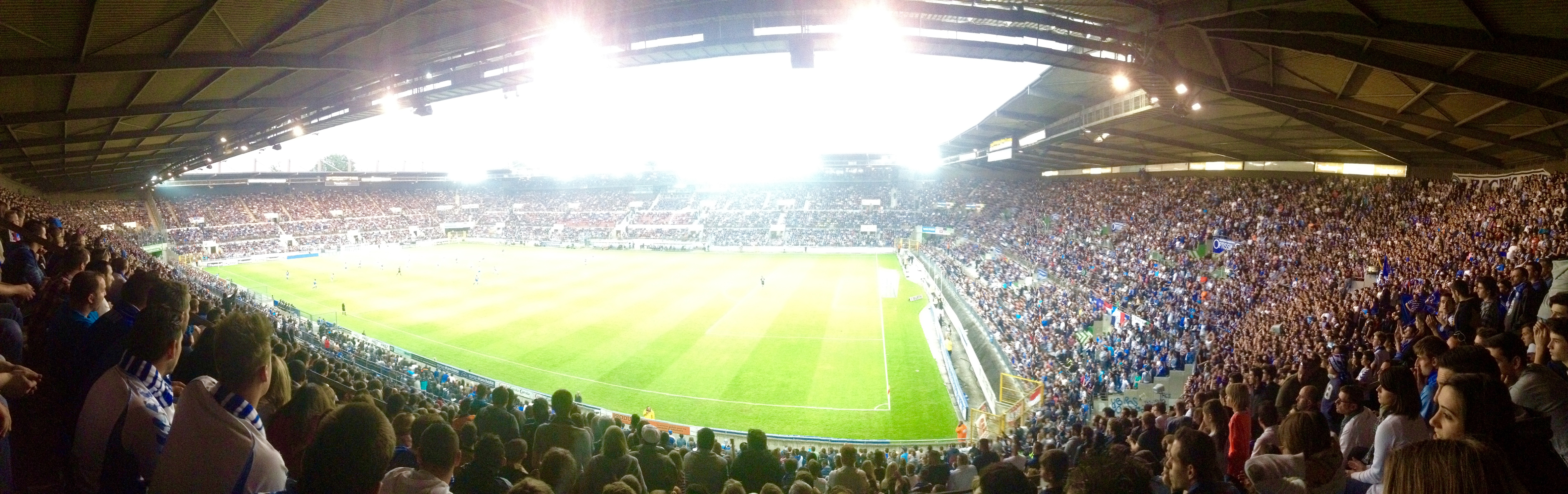
Le stade de la Meinau, plus grande enceinte du championnat, accueille la rencontre Strasbourg-Colomiers, record absolu d'affluence de National, le 28 mai 2015.

Cinq stades ont une capacité effective de dix mille places ou plus : le Stade de la Meinau à Strasbourg, le Stade Charléty à Paris, le Stade Parsemain à Fos-sur-Mer, le Stade de la Libération à Boulogne-sur-Mer et le Stade de la Licorne à Amiens. Le FC Chambly possède la plus petite enceinte avec le Stade des Marais qui contient mille places. La montée d'un club en Ligue 2 lui procure le statut professionnel et il doit alors répondre à des règles qu'il n'avait pas à appliquer en National. Le stade est l'une de ces normes et « il est recommandé que les stades disposent d'au moins 12 000 places dont 8 000 places assises ». Les cinq infrastructures citées précédemment sont les seules de National à pouvoir prétendre aux normes de Ligue 2.
Le stade Bauer à Saint-Ouen où joue le Red Star a une capacité réduite par rapport à sa capacité réelle. Il dispose de dix mille places mais sa capacité opérationnelle est portée à trois mille spectateurs pour des raisons de sécurité car l'enceinte centenaire est vétuste. Avec la montée sportive du Red Star en deuxième division, le club doit trouver un stade répondant aux normes. Les hypothèses avancées sont le stade Michel-Hidalgo à Saint-Gratien, le Stade Jean-Bouin à Paris ou le Stade de France à Saint-Denis.
Pour les deux autres promus en Ligue 2, le Paris FC est le résident d'un stade aux normes (Stade Charléty) et Bourg-Péronnas quitte son stade municipal de Péronnas pour aller jouer au stade Jean-Laville à Gueugnon dans un premier temps puis au stade Marcel-Verchère à Bourg-en-Bresse une fois les travaux de mise aux normes de ce dernier terminés.
Le stade de la Licorne est utilisé conjointement par l'Amiens SC, le club résident, et par le RC Lens. Lens, qui est pensionnaire de Ligue 1, se délocalise à Amiens en raison des travaux de rénovation de son stade en vue de l'Euro 2016. Le club nordiste y joue seize matchs.

#### Affluences moyennes par club
L'affluence moyenne des matchs est de 1 972 spectateurs par match. Seuls trois clubs sont au-dessus de cette moyenne : le RC Strasbourg avec 12 884 spectateurs par match, soit plus de deux fois plus que le deuxième, l'Amiens SC, avec 4 971 spectateurs par match, soit plus de deux fois plus que le troisième, US Boulogne, avec 2 094 spectateurs par match. La moyenne de spectateurs est nettement augmentée par les affluences des clubs strasbourgeois et amiénois. À l'inverse, six clubs ne dépassent pas les 1 000 spectateurs par match, dont le CA bastiais, l'un des deux clubs professionnel du championnat, avec seulement 369 spectateurs par match.
Le Paris FC, avec une affluence moyenne de 1 026 spectateurs par match à domicile, double ses affluences par rapport à l'année précédente. Au contraire, le CA Bastia et le FC Istres, relégués de Ligue 2, voient leurs affluences moyennes fondre respectivement de 73,8 % et 52,8 %.
| Rang | Club                     | Moyenne |
| ---- | ------------------------ | ------- |
| 1    | RC Strasbourg            | 12 884  |
| 2    | Amiens SC                | 4 971   |
| 3    | US Boulogne              | 2 094   |
| 4    | Red Star FC              | 1 795   |
| 5    | SR Colmar                | 1 794   |
| 6    | FC Bourg-Péronnas        | 1 623   |
| 7    | Poiré-sur-Vie Football   | 1 607   |
| 8    | US Avranches             | 1 114   |
| 9    | USL Dunkerque            | 1 100   |
| 10   | FC Istres                | 1 100   |
| 11   | Luçon Football           | 1 026   |
| 12   | Paris FC                 | 1 026   |
| 13   | EFC Fréjus Saint-Raphaël | 946     |
| 14   | FC Chambly Thelle        | 719     |
| 15   | US Colomiers             | 518     |
| 16   | GS Consolat              | 485     |
| 17   | CA bastiais              | 369     |
| 18   | SA spinalien             | 324     |

#### Meilleures affluences de la saison
Le Racing Club de Strasbourg, déjà détenteur du record d'affluence en CFA 2 et en CFA, bat à deux reprises le record d'affluence de National, dont il était également déjà détenteur.
En outre, le record de 20 403 spectateurs, atteint par le RC Strasbourg le 11 avril 2014 lors du derby contre les Sports réunis Colmar est battu lors de la même affiche, le 14 février 2015, et est élevé à 25 096. Enfin, lors de la dernière journée de championnat le 22 mai 2015, le club établi un nouveau record d'affluence pour cette division avec 27 820 spectateurs présents lors du match contre l'Union sportive Colomiers.
Aucun autre club ne parvient à rassembler plus de 10 000 spectateurs pour une rencontre. La meilleure affluence d'Amiens SC, deuxième affluence moyenne du championnat, n'est que de 5 996 spectateurs, lors du match contre l'US Boulogne CO.

#### Affluences journée par journée
En tout, environs 610 028 places sont vendues en 34 journées, ce qui fait une moyenne de 17 942 spectateurs par journée et 1 972 par match. On note que les journées où le RC Strasbourg joue à domicile, au Stade de la Meinau, les totaux d'affluences sont nettement plus élevés, ceci en raison des affluences en moyenne cinq à six fois supérieures à la normale du championnat enregistrées par l'ancien club professionnel.
Le graphique suivant représente le nombre de spectateurs (en milliers) lors de chaque journée :

## Parcours en coupes nationales

### Coupe de France
Les dix-huit clubs de National ont l'obligation de participer à la Coupe de France 2014-2015 et ils sont exempts des quatre premiers tour. Ils débutent donc la compétition au cinquième tour. Une équipe devrait jouer dix matchs pour gagner la Coupe : cinquième, sixième, septième et huitième tour, trente-deuxièmes de finale, seizièmes de finale, huitièmes de finale, quarts de finale, demi-finales et finale.
L'US Boulogne est le club qui va le plus loin dans la compétition en atteignant les quarts de finale. Il perd à domicile 3-4 aux tirs au but contre l'AS Saint-Étienne. Le match s'était conclu sur un score de 1-1 après prolongation.
Certaines équipes ont réussi à battre des clubs de divisions supérieures. Cette hypothèse ne peut arriver qu'à partir du septième tour avec l'entrée en lice des formations de Ligue 2. Au huitième tour, Boulogne-sur-Mer, Épinal et Strasbourg ont respectivement gagné contre Le Havre, Clermont-Ferrand et Sochaux qui évoluent en deuxième division. En trente-deuxièmes de finale, Avranches élimine Lorient, club de Ligue 1, le Red Star bat l'AC Arles-Avignon (Ligue 2) et Marseille Consolat bat l'AC Ajaccio (Ligue 2).
Le tableau suivant montre le nombre de clubs de National en lice par tour :
| Divisions / Manches       | 5e tour | 6e tour | 7e tour  | 8e tour | 32es de finale | 16es de finale | Huitièmes de finale | Quarts de finale | Demi-finales  | Finale        |
| ------------------------- | ------- | ------- | -------- | ------- | -------------- | -------------- | ------------------- | ---------------- | ------------- | ------------- |
| Clubs de National engagés | 18      | 17      | 15 (176) | 13 (88) | 10 (64)        | 5 (32)         | 3 (16)              | 1 (8)            | aucune équipe | aucune équipe |

Légende : (2) : nombre de clubs engagés au total

### Coupe de la Ligue
Le FC Istres et le CA Bastia sont les deux formations de National à participer à la Coupe de la Ligue 2014-2015 car la compétition est réservée aux clubs professionnels. Ils commencent au premier tour et ils auraient sept étapes à franchir pour gagner le trophée : premier et deuxième tours, seizièmes de finale, huitièmes de finale, quarts de finale, demi-finales et finale.
Les deux équipes sont éliminées par des clubs de deuxième division dès leur premier match. Le FC Istres perd 1-0 contre le Clermont Foot 63 à l’extérieur et le CA Bastia perd à domicile 1-2 après prolongation contre l'US Créteil-Lusitanos.